# 25–27 Trades Lane

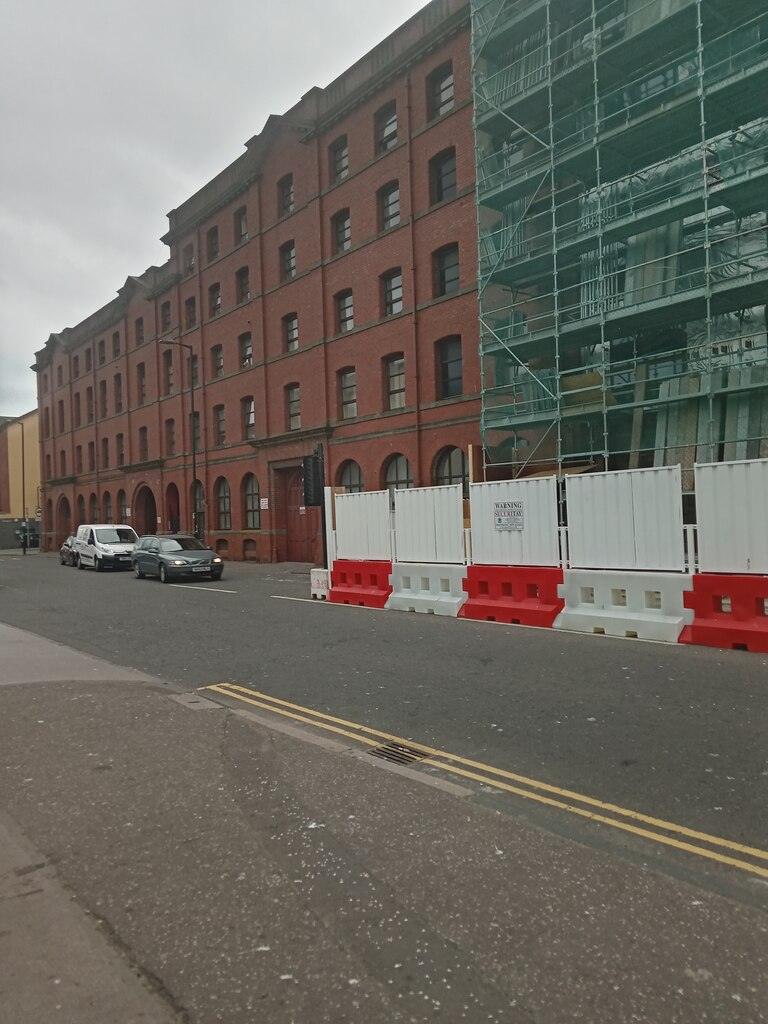
25–27 Trades Lane

Unter der Adresse 25–27 Trades Lane in der schottischen Stadt Dundee in der gleichnamigen Council Area befindet sich ein Speichergebäude. 1989 wurde das Bauwerk in die schottischen Denkmallisten in der höchsten Denkmalkategorie A aufgenommen.

## Geschichte
Am Standort befand sich ein Vorgängerbauwerk. Dieses fiel 1906 der vermutlich schwerwiegendsten Brandkatastrophe in der Geschichte der Stadt Dundee zum Opfer, bei der ein Gesamtschaden in Höhe von rund 400.000 £ entstand. Dass von dem Vorgängerbauwerk nur ein stahlbewehrtes Betonfragment den Brand überstand, veranlasste die Bauherren beim Neubau das System Hennebique einzusetzen. Vermutlich zur selben Zeit war die Yorkshire Hennebique Contracting mit dem Bau einer Kaianlage in der Stadt beschäftigt.
Bauherr des 1907 errichteten Bodenspeichers war das Unternehmen Johnston & Baxter, das dort Whisky zur Herstellung von Blends lagerte. Teile des Gebäudes waren als Zolllager ausgewiesen. Der westliche Teil des Lagers wurde von John Robertson genutzt. 1981 wurde das Blenden am Standort eingestellt und das Zolllager 1987 aufgelöst.

## Beschreibung
Das vier- bis fünfstöckige Gebäude steht an der Einmündung der Trades Lane in die Straße Seagate in Hafennähe. Die Fassaden des Stahlbetonbauwerks sind mit rotem Backstein verkleidet. Entlang der Seagate und der rückwärtigen Candle Lane ist das westliche Zolllager mit Drillingsfenstern ausgestaltet, die in hohen rundbogigen Aussparung angeordnet sind. Die obersten Fenster auf jeder Achse sind als Thermenfenster ausgeführt. Es kragt ein pseudo-zinnenbewehrtes Gesimse auf Konsolen aus. Das abschließende Dach ist mit Schiefer eingedeckt.
Die Hauptfassade des nördlichen Speichers entlang der Seagate ist sieben Achsen weit. Im Erdgeschoss sind längliche Rundbogenfenster eingelassen. Das zentrale Hauptportal schloss einst ebenfalls mit einem Bogen, der jedoch einer zwischenzeitlichen Erweiterung zum Opfer fiel. Gebänderte Pilaster flankieren die zentrale Achse, die mit einem gebrochenen Dreiecksgiebel mit Zahnschnitt schließt. Die übrigen Fenster schließen mit flachen Segmentbögen. Die lange Fassade entlang der Trades Lane ist analog, jedoch schlichter ausgeführt.